# Edição da Tarde (SIC Notícias)
A Edição da Tarde é um noticiário televisivo português da SIC Notícias, exibido segunda a sexta às 3 da tarde (fuso horário de Lisboa, UTC). É apresentado por Teresa Dimas, Miguel Ribeiro e Marisa Caetano Antunes alternadamente de segunda a sexta.